# Метью Гелм
Метью Гелм (англ. Mathew Helm, 9 грудня 1980) — австралійський стрибун у воду.
Призер Олімпійських Ігор 2004 року, учасник 2000, 2008 років.
Чемпіон світу з водних видів спорту 2003 року, призер 2001 року.
Переможець Ігор Співдружності 2006 року.